# Milo S
Södra militärområdet (w skrócie: Milo S) – jeden ze szwedzkich okręgów wojskowych. Istniał w latach 1942–2000, obejmował południową część kraju.
Jego siedzibą było miasto Kristianstad.